# Guglielmo II di Hainaut
Guglielmo II d'Avesnes o di Hainaut, detto "l'Ardito" (1307 – Stavoren, 26 settembre 1345), fu conte di Hainaut, e conte d'Olanda e Zelanda col nome di Guglielmo IV, dal 1337 alla sua morte.

## Origine
Guglielmo era il figlio maschio secondogenito del Conte di Hainaut e conte d'Olanda e di Zelanda, Guglielmo e della moglie Giovanna di Valois.

## Biografia
Suo padre, che era divenuto conte di Hainaut, di Olanda e di Zelanda, nel 1304, nella decennale guerra contro i Dampierre, signori della contea delle Fiandre, si era avvicinato al re di Francia, Filippo IV, e, quindi, ai di lui figli; pose fine alla guerra col Trattato di Parigi del 1323, sottoscritto con Luigi I di Fiandra, attraverso il quale si conclusero tutte le dispute tra i Dampierre e gli Avesnes sulla Contea di Zelanda. Il trattato stabilì che Luigi I rinunciava ai diritti feudali sulla Zelanda, sulle sue isole e le sue acque e riconosceva il Conte d'Olanda quale Conte di Zelanda..
Suo fratello, Giovanni, il primogenito, morì nel 1316, lasciando Guglielmo erede delle contee di Hainaut, di Olanda e di Zelanda.
Nel 1324 sua sorella Margherita, a tredici anni, era andata in moglie al duca di Baviera, re di Germania e futuro imperatore, Ludovico il Bavaro(1282-1347).
Nel 1326 suo padre Guglielmo I aiutò, mettendo a disposizione la cavalleria dell'Hainaut la regina d'Inghilterra Isabella di Francia (cugina della di lui moglie Giovanna di Valois) ed il figlio, Edoardo a preparare una spedizione contro il re (e marito di Isabella) Edoardo II e il suo favorito Hugh le Despenser. Con l'occasione il futuro re d'Inghilterra Edoardo fu fidanzato alla figlia di Guglielmo, Filippa di Hainaut, che poi sposò nel 1328.
In gioventù Guglielmo andò in pellegrinaggio in Terrasanta e combatté i Mori nella Penisola iberica.
Quando nel 1337 succedette al padre come conte di Hainaut, di Olanda e di Zelanda, questi era in procinto di organizzare una lega contro il regno di Francia, a sostegno di suo genero Edoardo III d'Inghilterra, che ne rivendicava il trono e si accingeva a scatenare la guerra dei cent'anni; infatti, all'inizio della guerra, Guglielmo I si era schierato dalla parte del genero contro il proprio cognato Filippo VI di Francia e aveva formato una coalizione con il re d'Inghilterra, il duca di Brabante, il duca di Gheldria, l'arcivescovo di Colonia e il conte di Juliers, morendo però poco dopo.
Nel 1340 prese parte ad una spedizione contro il regno di Francia assieme al re d'Inghilterra.
Quando anche l'imperatore Ludovico il Bavaro scese in campo a favore dell'Inghilterra, Guglielmo fu costretto in un primo momento a temporeggiare fra le due parti, trovandosi a essere vassallo del re di Francia e dell'imperatore contemporaneamente. Infine si unì alle forze inglesi, a causa della condotta di Filippo VI nei suoi riguardi; si impegnò completamente nella guerra e guadagnò il soprannome di "Ardito".
Il re di Francia, per mezzo di sua sorella Giovanna di Valois, che di Guglielmo era madre, ottenne una tregua con l'Hainaut, tregua che Guglielmo sfruttò per partecipare ad una delle Crociate del Nord, in Lituania, a fianco dell'Ordine Teutonico.
Al ritorno si trovò a dover pacificare la Frisia (in parte dipendente dai conti d'Olanda) in rivolta, e fu ucciso in uno scontro coi ribelli; fu sepolto nell'abbazia Floridus campus nei pressi di Bolsward.
Alla sua morte i titoli passarono alla maggiore delle sue sorelle, Margherita, in quanto le furono assegnati dal marito, l'imperatore Ludovico il Bavaro, trascurando le legittime aspettative della altre sorelle.

## Matrimonio e discendenza
Guglielmo II, nel 1334, aveva sposato Giovanna, da cui ebbe un solo figlio:
- Guglielmo, morto in giovane età.

Da una o due amanti di cui non si conoscono né il nome né gli ascendenti ebbe altri due figli illegittimi.

## Ascendenza
|                         |                        |                             | Genitori                 |  |  | Nonni |  |  | Bisnonni           |  |  | Trisnonni          |  |
|                         |                        |                             |                          |  |  |       |  |  | Giovanni d'Avesnes |  |  | Burcardo d'Avesnes |  |
|                         |                        |                             |                          |  |  |       |  |  | Giovanni d'Avesnes |  |  | Burcardo d'Avesnes |  |
|                         |                        | Margherita II delle Fiandre |                          |  |  |       |  |  | Giovanni d'Avesnes |  |  |                    |  |
| Giovanni I di Hainaut   |                        |                             |                          |  |  |       |  |  | Giovanni d'Avesnes |  |  |                    |  |
|                         |                        | Adelaide d'Olanda           | Fiorenzo IV d'Olanda     |  |  |       |  |  |                    |  |  |                    |  |
|                         |                        | Adelaide d'Olanda           | Fiorenzo IV d'Olanda     |  |  |       |  |  |                    |  |  |                    |  |
|                         |                        | Adelaide d'Olanda           | Matilde di Brabante      |  |  |       |  |  |                    |  |  |                    |  |
| Guglielmo I di Hainaut  |                        | Adelaide d'Olanda           |                          |  |  |       |  |  |                    |  |  |                    |  |
|                         |                        | Enrico V di Lussemburgo     | Valerano III di Limburgo |  |  |       |  |  |                    |  |  |                    |  |
|                         |                        | Enrico V di Lussemburgo     | Valerano III di Limburgo |  |  |       |  |  |                    |  |  |                    |  |
|                         |                        | Enrico V di Lussemburgo     | Ermesinda di Lussemburgo |  |  |       |  |  |                    |  |  |                    |  |
| Filippa di Lussemburgo  |                        | Enrico V di Lussemburgo     |                          |  |  |       |  |  |                    |  |  |                    |  |
|                         |                        | Margherita di Bar           | Enrico II di Bar         |  |  |       |  |  |                    |  |  |                    |  |
|                         |                        | Margherita di Bar           | Enrico II di Bar         |  |  |       |  |  |                    |  |  |                    |  |
|                         |                        | Margherita di Bar           | Filippa di Dreux         |  |  |       |  |  |                    |  |  |                    |  |
| Guglielmo II di Hainaut |                        | Margherita di Bar           |                          |  |  |       |  |  |                    |  |  |                    |  |
|                         | Filippo III di Francia | Luigi IX di Francia         |                          |  |  |       |  |  |                    |  |  |                    |  |
|                         | Filippo III di Francia | Luigi IX di Francia         |                          |  |  |       |  |  |                    |  |  |                    |  |
|                         | Filippo III di Francia | Margherita di Provenza      |                          |  |  |       |  |  |                    |  |  |                    |  |
| Carlo di Valois         | Filippo III di Francia |                             |                          |  |  |       |  |  |                    |  |  |                    |  |
|                         |                        | Isabella d'Aragona          | Giacomo I d'Aragona      |  |  |       |  |  |                    |  |  |                    |  |
|                         |                        | Isabella d'Aragona          | Giacomo I d'Aragona      |  |  |       |  |  |                    |  |  |                    |  |
|                         |                        | Isabella d'Aragona          | Iolanda d'Ungheria       |  |  |       |  |  |                    |  |  |                    |  |
| Giovanna di Valois      |                        | Isabella d'Aragona          |                          |  |  |       |  |  |                    |  |  |                    |  |
|                         |                        | Carlo II d'Angiò            | Carlo I d'Angiò          |  |  |       |  |  |                    |  |  |                    |  |
|                         |                        | Carlo II d'Angiò            | Carlo I d'Angiò          |  |  |       |  |  |                    |  |  |                    |  |
|                         |                        | Carlo II d'Angiò            | Beatrice di Provenza     |  |  |       |  |  |                    |  |  |                    |  |
| Margherita d'Angiò      |                        | Carlo II d'Angiò            |                          |  |  |       |  |  |                    |  |  |                    |  |
|                         |                        | Maria d'Ungheria            | Stefano V d'Ungheria     |  |  |       |  |  |                    |  |  |                    |  |
|                         |                        | Maria d'Ungheria            | Stefano V d'Ungheria     |  |  |       |  |  |                    |  |  |                    |  |
|                         |                        | Maria d'Ungheria            | Elisabetta dei Cumani    |  |  |       |  |  |                    |  |  |                    |  |
|                         |                        | Maria d'Ungheria            |                          |  |  |       |  |  |                    |  |  |                    |  |